# Obersulzbacher Sandstein

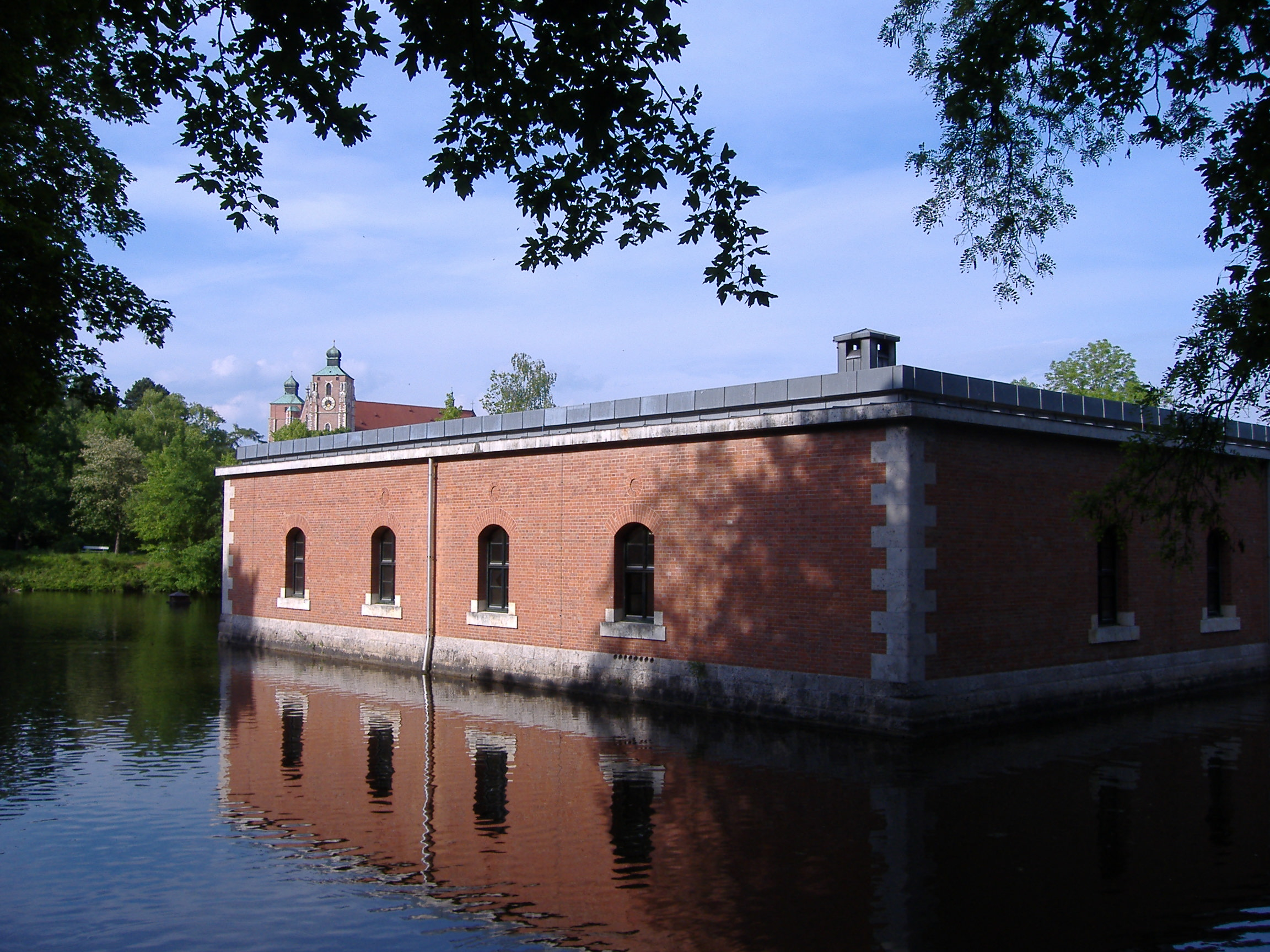
Der Obersulzbacher Sandstein ist an der Festung Ingolstadt verbaut. Dieser Sandstein ist an diesem Bauwerk erkennbar an den hellen Baugliedern

Der Obersulzbacher Sandstein, auch Sulzbacher Sandstein genannt, wird in der Pfalz bei dem Ort Obersulzbach bei Hirschhorn in der Nähe von Kaiserslautern in Rheinland-Pfalz gebrochen. Er entstand im Mittleren Buntsandstein.

## Gesteinsbeschreibung und Mineralbestand
Dieser grünlichgraue bis blassgelbe geflammte Sandstein ist fein- bis mittelkörnig. Es ist keine Schichtung erkennbar. Er besteht aus 52 % Quarz, 40 % Gesteinsbruchstücken, 7 % Feldspat und 1 % Akzessorien wie Muskovit, Biotit und Turmalin.
Sein Bindemittel ist vorwiegend tonig, ferritisch und kaolinitisch.

## Verwendung
Obersulzbacher Sandstein ist gut verwitterungsbeständig. Sein Verwitterungsverhalten hängt von der jeweiligen Gesteinsschicht ab. Erst wenn dieser Sandstein lange Zeit der Bewitterung ausgesetzt war, zeigt er Anlösungen, Absandungen und Schalenbildungen. Die obere Lage im Steinbruch hat eine Mächtigkeit von etwa 4,50 Metern, daher ist die Gewinnung großformatiger Werkstücke möglich. Das abgebaute Gestein ist von Bausteinqualität. Verwendet wurde dieser Sandstein vor allem für Massivbauten, Mauersteine, Brückenbauwerke, Fenster- und Türgewände sowie Treppen, Fassaden, Grabmale und in der Steinbildhauerei.
Verbaut wurde dieser Sandstein an der Fassade des Kaufhauses Horten in Baden-Baden, am Domhotel in Köln und an der Landesfestung Ingolstadt.